# Famille de Bastard
Pour les articles homonymes, voir Bastard.
La famille de Bastard olim Bastard originaire de Gascogne (Fleurance) est une famille subsistante de la noblesse française.
Elle compte deux branches, les Bastard d'Estang, branche aînée, éteints en 1930 et les Bastard de La Fitte, branche cadette, éteints en 1794. De nos jours seuls subsistent les Bastard de Saint-Denis issus de la branche aînée.
La branche de Bastard d'Estang reçoit les titres de baron en 1812 et de comte en 1819 et elle avait été élevée à la pairie de France à titre héréditaire en 1819.
Cette famille compte parmi ses membres des magistrats, des officiers, un premier président au parlement de Toulouse en 1762, deux capitouls de cette même ville, deux conseillers d'État, des hommes politiques, un général, un préfet.

## Origine
« La famille de Bastard d'Estang et de Saint-Denis, aujourd'hui existante, était fixée en Gascogne au XVIe siècle et paraît n'avoir appartenu à cette époque qu'à la haute bourgeoisie de sa région. Les généalogistes du XVIIIe siècle et du  XIXe siècle ont cependant cherché à la rattacher à une famille de Bastard qui a occupé un rang distingué dans la noblesse du Berry et par là à une famille de Bastard de la Bastardière qui appartenait au moyen âge à la noblesse des environs de Nantes. Ils en font remonter la filiation à un Pierre Bastard, né vers 1475, qui aurait été fils d'un seigneur de Terland en Berry, aurait été attiré en Armagnac par Alain, sire d'Albret, aurait été capitaine de la ville de Fleurance, aurait épousé le 8 septembre 1505 Géralde de Foissin de Sales, héritière de la terre du Bosq et fille d'un lieutenant général de la sénéchaussée d'Armagnac au siège de Lectoure, et serait décédé en 1535. Ce personnage aurait eu plusieurs fils dont deux, Claude et Jean, auraient été les auteurs des deux grandes branches principales de la famille de Bastard. […] On voit par ce qui précède quelle situation considérable la famille de Bastard, aujourd'hui existante, n'a cessé d'occuper dans le midi de la France depuis le milieu du XVIIe siècle et combien il était inutile pour elle de chercher à rehausser son éclat en se greffant sur d'autres familles du même nom depuis longtemps oubliées. »

— Gustave Chaix d'Est-Ange (1914)
Régis Valette (2007) écrit que la famille de Bastard est noble par une charge de trésorier à Toulouse en 1690 et 1722.

## Histoire
Cette famille compte deux branches principales.

### Branche aînée

#### Rameau de Bastard d'Estang (éteint en 1930)
Au XIXe siècle les Bastard d'Estang reçurent le titre de comte de l'Empire et la pairie de France à titre héréditaire.
Ce rameau s'est éteint le 15 juin 1930.

#### Rameau de Bastard de Saint-Denis (anobli en 1690, subsistant)
Cette branche est issue de Dominique Bastard, qui acheta l'importante terre de Saint-Denis-sur-Garonne, en Agenais. Gustave Chaix d'Est-Ange écrit à son sujet :  « On ne voit pas qu'il ait été l'objet d'un jugement de maintenue de noblesse lors de la grande recherche commencée en 1666 ; O'Gilvy assure même dans son Nobiliaire de Normandie qu'il fut, à cette époque, condamné comme usurpateur de noblesse 
par jugement de Pellot, intendant de Bordeaux. Il régularisa, en tous cas, sa situation nobiliaire par l'acquisition de la charge anoblissante de président trésorier de France au bureau des finances de la généralité de Toulouse. Il exerçait encore cette charge quand il fit enregistrer son blason à l'Armorial général de 1696. » .
Le rameau de Bastard de Saint-Denis fut anoblie en 1690 par charge de Président-Trésorier de France à Toulouse. Elle fut créée baron d'Empire par décret du 20 avril 1812, confirmé par décret impérial du 11 juillet 1860.
Le rameau de Bastard de Saint-Denis est seul subsistant de la famille de Bastard.

### Branche cadette de Bastard de La Fitte (anoblie en 1642 et éteinte en 1794)
Cette branche s'est illustrée au parlement de Toulouse. Elle a pour auteur Léonard de Bastard (1600-1693), bourgeois de Toulouse, marié en 1634 à Perrette d'André, dame de La Fitte (fille de François d'André, capitoul en 1596, et de Jeanne de May), il fut élu capitoul de Toulouse en 1642 et 1668. et de ce fait anobli. Il fut maintenu dans sa noblesse en 1669. Elle s'éteignit avec Anne-François de Bastard (1761-1794) chevalier, seigneur de La Fitte, mort victime de la Révolution.
Sa sœur, Adélaïde de Bastard, héritière de tous ses biens, épousa le marquis Charles Gravier de Vergennes, neveu du ministre de Louis XVI. Elle eut comme fille Claire Élisabeth de Vergennes qui devint comtesse de Rémusat, dame du Palais de l'Impératrice Joséphine et célèbre mémorialiste, et mère de Charles de Rémusat.

## Filiation
La généalogie présentée ci-après est issue des travaux de Gustave Chaix d'Est-Ange :
- Claude de Bastard, sieur du Bosq, auteur de la branche aînée, seule subsistante, père de :
- Pierre Bastard, père de :
- Nicolas Bastard, père de :
- Nicolas Bastard, il épouse le 13 janvier 1617 Jeanne de Rébésies, il exerce "les fonctions relativement modestes"[3] de conseiller du roi, substitut du procureur général près le parlement de Toulouse, procureur du roi au comté de Gaure. Il a plusieurs fils dont deux, Jean et Dominique Bastard, qui ont été les auteurs de deux grands rameaux. Entre autres enfants :
  - Jean Bastard, d'abord premier consul de la ville de Fleurance, succède en 1647 à son père dans sa charge de substitut du procureur général ; lors de la grande recherche des faux nobles commencée en 1666 il s'adresse au Conseil d'État, "qui était alors la grande ressource des familles dont les intendants se refusaient à admettre les prétentions"[3], et il en obtient le 25 novembre 1671 un arrêt qui le maintient dans sa noblesse et qui le fait descendre de Charlot de Bastard, seigneur de Terland, en Berry, conseiller et maître d'hôtel du roi Charles VIII. Il avait épousé le 10 juillet 1644 sa parente Marie Bastard. Pour enfant :
    - Antoine Bastard, né à Fleurance en 1654, succède en 1678 aux charges de son père de conseiller du roi, substitut du procureur général près le parlement de Toulouse, procureur du roi au comté de Gaure, père de :
      - Jean Bastard, seigneur de Bréchan, né à Fleurance en 1680, qui succède aux charges de son père en 1723, il meurt en 1752, il a eu quatre fils : 
        - Antoine Bastard, né à Fleurance en 1710, succède aux charges de son père en 1744, pour enfants :
          - ... Bastard, mort sans alliance en 1780

        - Jean-Pierre Bastard (1711 à Bréchan près de Fleurance - 1778 à Nogaro), il achète la seigneurie de Cantiran et vient s'installer à Toulouse, il épouse le 24 septembre 1743 Marie-Louise de Catelan, fille d'un conseiller au parlement de Toulouse "et issue d'une des meilleures familles de la noblesse de robe de la région"[3]. Il se fait maintenir dans sa noblesse le 12 juillet 1763 par une ordonnance de M. d'Étigny, intendant d'Auch, qui reconnaissait sa descendance de Charlot de Bastard, seigneur de Terland en Berry. Il acquiert en décembre 1770 de la famille d'Esparbès de Lussan la seigneurie considérable d'Estang, qui avait le titre de comté et qui donnait à ses possesseurs le droit d'entrée aux États du pays, et est depuis lors connu sous le titre de comte de Bastard d'Estang qui a été conservé par ses descendants. Jean-Pierre de Bastard meurt à Nogaro en 1778. Pour enfants, deux fils :
          - Jean de Bastard (1744-1825), seigneur d'Estang, conseiller en la Cour des aides et finances de Montauban en 1768 puis chevalier d'honneur près la même Cour, il épouse mademoiselle de Villeneuve-Lévis en 1782, il prend part aux assemblées de la noblesse de l'Armagnac en 1789, après la Révolution française il est maire de Mont-Saint-Père-sur-Marne, baron de l'Empire avec institution de majorat par lettres patentes du 19 janvier 1812, il reçoit le titre héréditaire de comte par lettres patentes du roi Louis XVIII du 28 mai 1819, il meurt en 1825 laissant cinq fils :
            - Dominique-François-Marie de Bastard d'Estang (1783 à Nogaro - 1844), conseiller à la cour impériale de Paris puis premier président à la cour royale de Lyon en 1815, pair de France héréditaire par ordonnance du 5 mars 1819, président de la chambre criminelle de la Cour de cassation en 1829, vice-président de la Chambre des pairs en 1835, grand officier de la Légion d'honneur. "Un des magistrats les plus éminents de son temps"[3]. Comte de Bastard d'Estang après son père. Son fils unique meurt avant lui et sa fille épouse en 1844 le duc des Cars.
            - Victor de Bastard d'Estang (1785-1875), chef de bataillon, conseiller général, député du Lot-et-Garonne sous la Monarchie de Juillet. Comte de Bastard d'Estang après son frère.
            - Armand de Bastard d'Estang (né en 1786 à Nogaro), préfet de la Haute-Loire et du Cher sous la Restauration, baron de Bastard
            - Auguste de Bastard d'Estang (1792 à Nogaro - 1883 à Bachac), chef d'escadron d'état-major, historien de l'art, collectionneur et imprimeur-graveur, comte de Bastard d'Estang après son frère, d'où :
              - Octave de Bastard d'Estang (1831-1884), saint-cyrien, général de brigade en 1879, sénateur du Lot-et-Garonne

            - Henri de Bastard d'Estang (1797 à Paris - 1875), avocat général puis procureur général près la Cour d'appel de Lyon, démissionnaire en 1830, puis conseiller à la Cour de Paris, officier de la Légion d'honneur

          - Dominique-François de Bastard, grand vicaire de l'évêque de Lombez, guillotiné à Toulon en 1793

        - Antoine Bastard, dit le chevalier de Bréchan, chevalier de Saint-Louis, meurt sans alliance à Lectoure en 1780
        - Gaspard Bastard, seigneur de la Rolle, subdélégué de l'Intendant à Fleurance, marié en 1758 à mademoiselle Dubarry de Colomé, et dont la descendance masculine s'éteindra en 1841

  - Dominique Bastard, il épouse le 29 juin 1658 Cécile de Lousteau, fille d'un conseiller en la Cour des aides de Bordeaux, il achète la terre de Saint-Denis-sur-Garonne, en Agenais, "l'on ne voit pas qu'il ait été l'objet d'un jugement de maintenue de noblesse lors de la grande recherche commencée en 1666 ; O'Gilvy assure même dans son nobiliaire de Normandie qu'il fut, à cette époque, condamné comme usurpateur de noblesse par jugement de Pellot, intendant de Bordeaux. Il régularisa, en tous cas, sa situation nobiliaire par l'acquisition de la charge anoblissante de président trésorier de France au bureau des finances de la généralité de Toulouse"[3]. Il fait enregistrer son blason dans l'armorial général de 1696 (registre de Toulouse-Montauban). Il meurt le 27 mai 1696. Pour enfant :
    - Nicolas Bastard (né le 14 juin 1660), seigneur de Saint-Denis-sur-Garonne, il épouse à Bordeaux le 22 septembre 1692 Françoise de Jean, fille d'un secrétaire général de l'intendance, il succède à son père dans sa charge de président trésorier, il achète en 1699 la charge de grand maître enquêteur et général réformateur des eaux et forêts de France aux départements et provinces de Guienne, Périgord, Gascogne, Quercy, Béarn, Bigorre, Soule, Labour, Basse-Navarre, comtés de Foix et de Rodez, qui lui coûte 118 000 livres. Sa descendance conservera cette charge jusqu'à la Révolution française. Il meurt à Agen le 23 février 1722. Père de :
      - ... de Bastard, père de :
        - François-Dominique de Bastard (né en 1724), seigneur de Saint-Denis, grand maître des eaux et forêts de Guienne, il prend part en 1789 aux assemblées de la noblesse de l'Armagnac, père de :
          - Jean-Baptiste de Bastard de Saint-Denis (né à Saint-Denis en 1769), conseiller général du Gers, créé baron de l'Empire par lettres patentes du 5 août 1812, entre autres enfants :
            - Édouard, baron de Bastard de Saint-Denis (né à Lectoure en 1797 - 1868), conseiller à la Cour de Bordeaux et député de la Gironde en 1846, d'où descendance
- Jean de Bastard, auteur de la branche cadette éteinte en ligne masculine en 1794 et en ligne féminine vers le milieu du XIXe siècle, nommé en 1572 premier consul de la ville de Fleurance, père de :
  - ... de Bastard, père de :
    - ... de Bastard, père de :
      - Léonard (de) Bastard, en 1634 il épouse à Toulouse Perrette d'André, fille d'un ancien capitoul et héritière de la terre de La Fitte, "ne portait d'autre qualification que celle de bourgeois de Toulouse quand il fut nommé en 1642 capitoul de cette ville. Il fut maintenu dans sa noblesse le 8 janvier 1669 par jugement de M. de Bezons, intendant du Languedoc, comme ayant été anobli par le capitoulat"[3]. Père de :
        - Jean de Bastard, avocat en parlement, ancien capitoul, il fait enregistrer son blason à l'armorial général de 1696, père de :
          - Simon de Bastard, recteur de l'université de Toulouse, il est "un professeur en droit français réputé"[3]
          - Dominique de Bastard, né en 1683, seigneur de La Fitte, il est "une des gloires du parlement de Toulouse"[3] dont il est nommé premier président en 1762, il refusa toutefois cette charge au vu de son âge et la passa à son fils, il est nommé conseiller d'État en 1774 et meurt en 1777, père de :
            - François de Bastard de La Fitte, premier président au parlement de Toulouse en 1762, conseiller d'État en 1769, il est désigné par l'archevêque de Narbonne pour assister aux États de Languedoc en qualité d'envoyé d'Ambres, il fait à cette occasion les preuves de sa noblesse comme descendant de Léonard Bastard anobli en 1642 par le capitoulat de la ville de Toulouse[3]
            - Jean-François de Bastard, nommé en 1773 chevalier des ordres de Notre-Dame du Mont-Carmel et de Saint-Lazare sur les mêmes preuves de noblesse de 1642

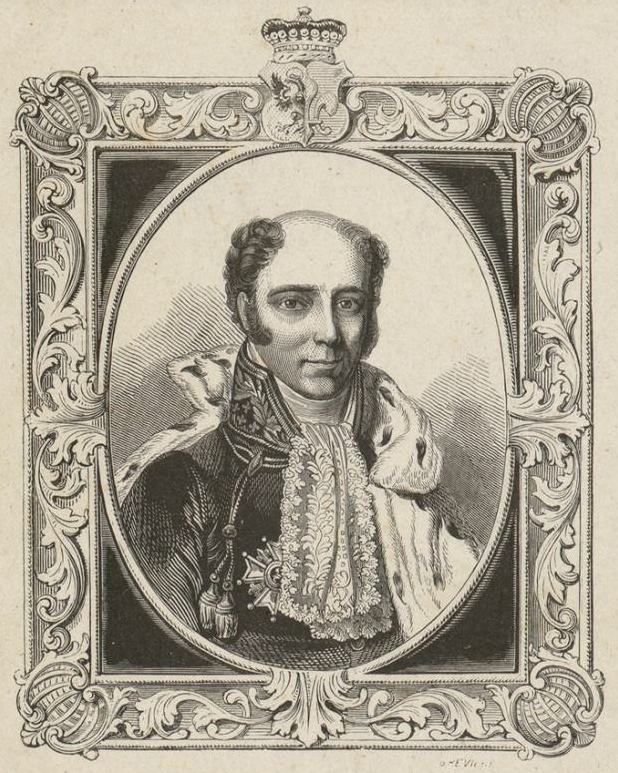
Dominique-Francois-Marie de Bastard d'Estang (1783-1844), magistrat, pair de France en 1819, grand officier de la Légion d'honneur

## Alliances
Les principales alliances de la famille de Bastard sont : David-Weill, de Kergorlay, de Suremain, de Lussy, de Traz, de Lestapis, Jouan de Kervenoaël, de Parseval...

## Armes, titres, devise
- armes adoptées par tous les représentants de la famille de Bastard depuis le XIXe siècle[3] (autorisation par lettres patentes du roi Louis-Philippe Ier du 23 décembre 1830 pour le comte Dominique de Bastard d'Estang de substituer à ses armes celles des anciens Bastard du Berry) : Mi parti d'or à l'aigle d'Empire de sable et d'azur à une fleur de lys d'or. 
  - armes concédées sous le premier Empire à la branche Bastard d'Estang[3] : Écartelé aux 1 et 4 d'azur à un tonneau de sable accompagné de deux outardes, une aile assorée d'or, becquetant dans le tonneau, et soutenu d'un croissant d'argent; au 2 taillé d'argent et d'azur à une bande de gueules brochant accompagnée en chef de trois étoiles de sable, 2 et 1, et en pointe de trois hures de sanglier d'or, 2 et 1; au 3 coupé d'argent et d'azur à une fasce de gueules brochant accompagnée en chef de trois tourteaux de sable en fasce et en pointe de trois outardes en fasce le vol ouvert d'or, celle du milieu montrant l'estomac, les deux autres affrontées; au franc quartier des barons maires
  - armes concédées sous le premier Empire à la branche de Bastard de Saint-Denis[3] : Écarlelé aux 1 et 4 d'azur à deux outardes affrontées d'or becquetant dam un tonneau de sable et accompagnées en pointe d'un croissant d'argent; au 2 tiercé en bande d'argent à trois étoiles de sable, de gueules plein et d'azur à trois hures de sanglier d'or au 3 tiercé en fasce d'argent à trois tourteaux de sable, de gueules plein et d'azur à trois aiglettes d'or, la première et la dernière essorantes et affrontées au franc quartier des barons membres du collège électoral
  - armes anciennes enregistrées en 1696 à l'Armorial Général[3] : D'azur à un tonneau d'argent soutenu d'un croissant d'or, accompagné de deux corneilles d'or affrontées, une de chaque côté du tonneau dans lequel elles boivent
- Devise : Cunctis nota fides
- Couronne : de marquis.
- Cimier : un ange armé, armorié de l'écu, chargé du cri Diex aye.
- Tenant et support : un ange tenant une bannière chargée d'une fleur de lys d'or et un griffon coupé de sable et d'or, la tête d'or supportant une bannière à aigle d'Empire
- Manteau de pair de France pour la branche de Bastard d'Estang (éteinte)
- Titres :
  - baron et comte pour les Bastard d'Estang (1812 et 1819) (titres éteints) ;
  - baron (1812) pour les Bastard de Saint-Denis (titre toujours porté)